# مايك ستيوارت (كاتب)
مايك ستيوارت (بالإنجليزية: Mike Stewart)‏ هو كاتب أمريكي، ولد في 15 مايو 1955.

## وصلات خارجية
- الموقع الرسمي